# Farm Foolery
Farm Foolery est un dessin animé de la série de Screen Songs réalisé par Gerry Chiniquy et sorti en 1949.